# 麻原彰晃
麻原 彰晃（あさはら しょうこう、1955年〈昭和30年〉3月2日 - 2018年〈平成30年〉7月6日）は、日本の宗教活動家、政治活動家（真理党党首）、テロリスト、元死刑囚。本名は松本 智津夫（まつもと ちづお）。熊本県八代市出身。
宗教団体「オウム真理教」を創設し、教祖として政治活動や宗教活動を行った一方、宗教的に殺人を肯定し、自らの信者を利用して、国家転覆を最終目標とする数多くの犯罪事件を起こした。坂本堤弁護士一家殺害事件・松本サリン事件・地下鉄サリン事件を初めとするこれら一連の事件は、オウム真理教事件と称される。麻原は地下鉄サリン事件の首謀者として、1995年（平成7年）5月16日に逮捕された。
逮捕されてからは徐々に奇行が増え、意思疎通が困難となった。1996年（平成8年）3月27日に警視庁本庁舎から東京拘置所に移送され、2006年（平成18年）に死刑が確定、2018年（平成30年）7月6日に死刑を執行された。検察からは「わが国犯罪史上、最も凶悪な犯罪者というしかない」と評されている。
オウム真理教での地位は尊師、省庁制においては神聖法皇。1996年（平成8年）6月19日以降は、教団内部での地位は開祖。2000年（平成12年）にオウム真理教が宗教団体「アレフ」（現：Aleph）に改組されてからの公式呼称は「旧団体代表」。

## 経歴

### 成人前

#### 松本智津夫
1955年3月2日3時34分、麻原彰晃こと松本智津夫は、熊本県八代市高植本町の「松本畳店」を経営する畳職人の家庭の四男（男6人女3人の9人兄弟の第七子）として生まれた。先天性緑内障のため生来、左目がほとんど見えず、右目の視力は1.0程度だった。12歳年上の長兄は全盲、五男も弱視だった。藤原新也は、「麻原兄弟の視覚障害が水俣病の影響であり、それゆえに同じく視覚障害を起こすサリンを使ったのではないか」という仮説を立て、全盲の長兄に事件後インタビューしている。長兄の証言によると、彼も智津夫の視覚障害に関し同様の疑いを持ち、水俣病患者として役所に申請したことがあるが、却下されたという。
祖父は熊本県出身で、戦前に朝鮮半島に渡り、その地で警察署長を務めた。麻原の父は現在の大韓民国全羅北道益山郡春浦面で生まれ、終戦後、共に朝鮮から引き上げ、叔父を頼り八代に住み、当時地場産業であった畳職人として働くようになった。しかし畳の需要は落ち、7人の子を抱え生活は逼迫していた。盲学校の教諭も見たことがないほどの非常に貧しい家だった。両親は働きづめで、智津夫は兄や姉を親代わりに幼少期を送った。智津夫はいたずらっ子で農機具を盗んだり壊したりしていた。その度に兄や姉から尻を叩かれたり外に放り出されたりしていた。テレビアニメが大好きで、視聴中は智津夫が尊敬していた長兄にもチャンネル権を譲らなかった。

#### 盲学校
1961年（昭和36年）4月、一旦は八代市立金剛小学校に入学するが、視覚障害者（隻眼）を理由に同年秋（6歳）より当時熊本市出水町今（現在の熊本市中央区水前寺）に所在した熊本県立盲学校に転校、寄宿舎に移住。しかし、智津夫は全盲の兄とは異なり目が見えたのに、学費も寄宿舎代も食費も不要な盲学校へ入れられたことを親に捨てられたと思い不満をぶつけ、転校の際には泣いて嫌がったという。近所では口減らしではないかと噂が流れた。20歳で卒業するまでの13年間、両親が訪ねてくることはなく、衣服や食料を送ってくることもなかった。他の子供たちは週末には里帰りしたが、松本3兄弟は寮に残った。
当時オウム同様の閉鎖社会であった盲学校では、強い権力欲を見せ、目が見えるために他の子供たちを子分扱いにし、暴力で支配、全盲の子供を外へ連れ出すと食事をおごらせたり窃盗を命じたり、全盲の生徒相手に落とし穴を仕掛けたり、リンチをさせたり、自分の欲しいものを買わせたりし、「外へ連れて行ってやったのだから日当をよこせ」などと言ってお金を巻き上げていたという。寄宿舎の消灯時間が過ぎたにもかかわらず部屋の明かりを点けたことを寮母がとがめた際には、ふてぶてしい態度で「宿舎ば（を）焼いて明るくするぐらいのこつば（ことを）やってやっぞ」「撃ち殺すぞ」と言った。生活指導の教師が注意すると「言うだけなら、なにを言うたって勝手でしょう」と語ることもあった。凶暴なので退学させろとの声も出ていた。金への執着が強く、同級生への恐喝によって卒業するまでに300万円を貯金していた。
27歳の智津夫は「男の子と遊ぶとすぐに喧嘩になってしまうから、女の子とよく遊んだんです。お医者さんごっこをやって、女の子の性器に砂をいれて、評判を落としたりしましてね。」と打ち明けている。
一方、高等部での担任教師であった人物は、盲学校時代の報道を聞いて「そういう陰日なたのある人間とは、とても感じられなかった」、「明るい活発な子で、遠足に行くときは見えない子の手を引いてやったりしていた」と述べている。
盲学校で演劇『みにくいアヒルの子』の主演をして演劇が好きになり、自作自演していた。『源氏物語』では女生徒を侍らせ、恋愛劇『ちぎれた愛』では「好きだ、好きだ、好きなんだー」と絶叫した。
成績は中程度であったが、「自分のように病気で困っている人を救う仕事がしたい」と熊本大学医学部を志望するようになり、高等部3年の3月に同医学部を目指すが当時は視覚障害者では医師免許が取れなかったこともあり諦め、高等部専攻科に進学する。
体格が良く、当時の教師によると高等部3年の時には身長175センチ体重80キロはあり、部活動は柔道に打ち込んだ。1975年（昭和50年）1月12日には、盲学校の生徒としては異例の柔道二段（講道館）を取得（一連のオウム事件の裁判が進むと講道館より段位を剥奪した事が記者会見で発表され、その様子がテレビや新聞各社、近代柔道誌などで報道された）。
毛沢東や田中角栄などにかねてから傾倒し、鍼灸免許も取得した松本は、この頃より「東京大学法学部卒の自民党の政治家となりゆくゆくは内閣総理大臣の座に就くこと」を志すようになった。なお、小学部5年時に児童会長、中学部在籍時と高等部在籍時に生徒会長、寮長に立候補するが、全て落選している。菓子で買収もやっていた。後の真理党の時のように先生の陰謀だと言い出したこともあった。19歳の時には盲学校の自治会で破壊的な主張を繰り返し、大混乱に陥れた。
1975年（昭和50年）3月（20歳）、熊本県立盲学校を卒業した。

### 成人後

#### 結婚
東京大学文科1類受験を目指すため、1975年（昭和50年）3月末に東京都江東区大島、8月に品川区戸越に移住するが、9月には八代市の実家に戻る。1976年（昭和51年）1月、熊本市春日（現在の同市西区春日）に移住し長兄の漢方薬店の助手を務める。鍼灸は上手だったとの患者の証言がある。3月、受験勉強をするために学生街のある熊本市黒髪町（現在の同市中央区黒髪）に下宿するが、5月にはまた実家に戻り、長兄の店を手伝う。1976年（昭和51年）7月20日、長兄の店の元従業員が兄を侮辱したため頭部を殴打し負傷させ、9月6日、八代簡易裁判所にて1万5千円の罰金刑を受ける。この頃既に「弁護士か宗教家になりたい」と語っていた。
1977年（昭和52年）春（22歳）に再上京し、代々木ゼミナール（東京都渋谷区）に入学したが、東大受験は3度諦めている。広瀬健一によると世間で言われているように麻原がこれを挫折と捉えていたかは不明で、自動小銃密造事件の際には広瀬らに大学受験の思い出を楽しそうに語っていたという。また、理系学問に興味があった。英語や中国語も独学でやっていた。
1978年（昭和53年）1月7日、代々木ゼミナールで知り合った石井知子（後の松本知子）と結婚し、千葉県船橋市湊町に新居を構え、そこに鍼灸院「松本鍼灸院」を開院。同年9月15日「松本鍼灸院」を廃し、同市本町 に診察室兼漢方薬局の「亜細亜堂」を開業。同年12月、船橋市新高根に新居を購入し移住。
この頃、鍼灸師として「病気の人を完治させることができない、無駄なことをしているのではないか」と悩み、無常感を抱き、四柱推命や気学を研究し始める。だが運命を知っても運命を変えることはできないと考えて見切りをつけ、台湾鍼灸、漢方、断易、六壬を経て、奇門遁甲と仙道にたどり着き、神秘体験を経験する。さらなる修行を求めて以前は嫌いだったという宗教に近づき、GLAの高橋信次の書籍、中村元や増谷文雄の翻訳仏典により、阿含経そして阿含宗に出会う。

#### 薬事法違反で逮捕
1980年（昭和55年）7月、保険料の不正請求が発覚し、670万円の返還を要求される。同年8月25日（25歳）、根本仏教系の新宗教団体阿含宗に入信。
1981年（昭和56年）2月、船橋市高根台に健康薬品販売店「BMA薬局」を開局、1982年（昭和57年）に無許可の医薬品を販売し四千万円を稼いだものの、「効き目がないどころか下痢をした」などと告発され同年6月22日に薬事法違反で逮捕、20万円の罰金刑を受ける。
妻の神経症
妻の松本知子と三女の松本麗華によれば、知子は、1982年に麻原が薬事法違反で逮捕されたことや、宗教にのめり込み家に戻らなくなったことなどが原因で、許容量をはるかに超える精神的葛藤のために、精神の異常が現れ始め、神経症に罹ったと告白（自著『転換人生』にも書いている）。その後、対人恐怖症・外出恐怖症を発症、強迫神経症もひどくなる。このため、家庭でも精神不安定が目立ち、外で愛想のよい笑顔を浮かべた日に限って家庭では些細なことで怒りを爆発させていた。
知子は夫婦喧嘩の末に家出をすることもあり、「もう勝手にして！こんな家、出て行くわ」と叫びながらも実際に家を出るまで怒鳴りながら部屋と玄関の間を何往復もしていた。しかし、三姉妹の中で知子についていくものはなく、気の毒に思った三女の麗華が何度か家出について行った(松本麗華の本人談)。

### オウム真理教

#### オウム神仙の会
1982年（昭和57年）、経営塾などをやっていた人物である西山祥雲に弟子入りし「彰晃」の名をもらい、「松本彰晃」を名乗る。
1983年（昭和58年）夏、身体を清浄なものとする阿含宗の教義などが、本来の阿含経とかけ離れていると感じ脱会。東京都渋谷区桜丘に、仙道・ヨーガ・東洋医学などを統合した（超）能力開発の指導を行う学習塾「鳳凰慶林館」を開設、本名の松本智津夫から「アシュラ・シャカ」という意味が込められている麻原彰晃へと改名する。
1984年（昭和59年）2月、学習塾「鳳凰慶林館」をヨガ道場「オウムの会」に変更し、5月28日には株式会社オウムを設立。石井久子によると、当時の麻原は中性的なヨーガの先生といったところで、宗教的な感じはせず命令するタイプでもなかった。
1985年（昭和60年）、神奈川県の三浦海岸で修行中に「アビラケツノミコト（神軍を率いる光の命）になれ」と啓示を受けたという。秋には空中浮揚したと称する写真が雑誌『ムー』『トワイライトゾーン』に掲載された。また、「幻の超古代金属ヒヒイロカネは実在した！？」という記事を『ムー』に掲載。岩手県にヒヒイロカネ探しに行った際、酒井勝軍の知り合いという老人から、酒井が隠していたというハルマゲドン予言を聞いた。それはハルマゲドンの時には日本から「神仙民族」が出現し、救世主となるというものであった（酒井がほんとうに語っていたのかについての真偽は不明）。
1986年（昭和61年）4月、税制上の優遇に目をつけて、ヨガ道場「オウムの会」を宗教団体「オウム神仙の会」と改称。同年7月、ヒマラヤで最終解脱と称す。すでに「武力と超能力を使って国家を転覆することも計画している。その時は、フリーメイソンと戦うことになるだろう」などと語っていたという。
当時、麻原は妻の知子と3人の娘と共に千葉県船橋市に住み、家族全員で1つの寝室を共有していた。食事は野菜中心で肉の代りにグルテンを肉状にしたものを食べたり、ちゃぶ台の上にホットプレートを置き、「野菜バーベキュー」を楽しんでいた。この船橋の家には「瞑想室」があり、宗教画が掛けられ棚には仏像が置かれていた。麻原は日に1度は瞑想室にこもり修行をしていた。棚の前にちゃぶ台を置き、麻原はそれを祭壇と呼んでいた。「形は重要じゃない。心が重要なんだ。私にとっては」というのが麻原の口癖だった。後に教団が大きくなってからも、麻原はそれを祭壇として使うほど愛着を持っていた。当時、麻原はヨーガ教室を東京都渋谷区で開いていたため、家にいることが少なかった。たまに帰宅すると強度の弱視のためテレビにくっつくように野球中継を見ていた。
このころには世田谷区の道場に住み込むようになりほとんど家に帰らなくなる。たまに麻原が帰宅すると3人の娘たちが大喜びで玄関まで走って行き、姉妹で父を奪い合っていた。次女は父の帰宅を「太陽のない世界に、太陽が来た」などと表現していた。しかし、妻の知子は麻原が滅多に帰宅しないことなどから精神不安定となり、麻原に向かってなじるようないさかいがあったが、麻原はほとんど抵抗をしなかった。三女麗華の目には、知子が麻原の宗教を信じているようには見えなかったが、麻原の著書の代筆を深夜まで行っていた。後の麻原の著書のいくつかは、知子が書いたものであった。麻原は子供に向かって「蚊に刺されると痒くていやだね。でも蚊も生きているんだよ」や「お釈迦様によれば、私たちは死後生まれ変わり、もしかしたら蚊に生まれ変わるかもしれない」などと話していたが、妻の知子は当時は信仰心を有していなかっためか、蚊を平気で殺していた。また、麻原はその頃、家族とともに発展途上国を中心によく旅行をしたが、子たちに「世界には食べ物を食べられない子も、屋根のあるところに住めない子もいるんだ。食べ物を粗末にするのはやめようね」などと諭したりしていた。

#### オウム真理教結成
1987年（昭和62年）7月（32歳）にはヨガ教室では無く宗教法人だったら税制面で優遇される事に目を付けた麻原は、ヨーガ系でいきたいという大半の信者の意向を押し切ってまでも仏教の団体でいくとして、「オウム神仙の会」から「オウム真理教」へ改め、布教活動を展開。自著、オカルト雑誌への広告記事を利用し徐々に信者を獲得していった。同年、日本テレビ『鶴ちゃんのプッツン5』に超能力者として出演。さらにダライ・ラマ14世と親交のあるペマ・ギャルポに接近。「自分の修行がどの程度のものなのかチベット仏教の長老に見ていただきたい」と申し出、ダラムサラの宗教・文化庁を紹介される。現地で長老らと一緒に瞑想した結果、高く評価され、ダライ・ラマ14世との接見を数回行っており、接見の様子を宣伝に利用することとなる。

#### マハーヤーナとヴァジラヤーナ
麻原は既にオウム神仙の会時代の1987年にはタントラ・ヴァジラヤーナやポアといった暴力肯定の教えを説いていたとされる。さらに、阿含宗のスパイがいないか調査させるなど、後につながる行動が始まっていた。
1988年（昭和63年）、7月に莫大な布施によりインドでカール・リンポチェと会うことに成功する。麻原の神秘体験中心主義はリンポチェにはあまり褒めてもらえなかったが、この際に麻原はリンポチェからヴァジラヤーナの暴力肯定の教えを説法され大きな影響を受け、帰国後には「これからは、ヴァジラヤーナの掟だ！」と叫びなから新実智光ら男性幹部に暴力をふるっていた。9月には教団初の死亡事故が起きたのも、この当時教団は東京都に宗教法人認可の手続きを行っており、この事故が明らかになる時点で宗教法人との認可が当然却下されるので、この時点で麻原はこの事故を弟子たちに隠蔽させた（詳しくは、在家信者死亡事件を参照）。この件に対して麻原は「いよいよこれはヴァジラヤーナに入れというシヴァ神の示唆だな」と語った。この頃からヨハネの黙示録解読に熱中し始める。同年10月28日、「当初、初めは、わたしはね、凡夫を救済するのがわたしの役割だろうと考えていた。しかし、近ごろわたしは心が少しずつ変わってきている。（略）動物化した、あるいは餓鬼化した、あるいは地獄化したこの人間社会というものの救済は不可能なのかもしれないなと。そして、じゃあどうしたらいいかというと、新しい種、つまり、今の人間よりも霊性のずっと高い種、これを残すことがわたしの役割なのかもしれないなと。」と説法した。
1989年（平成元年）、男性信者殺害事件、坂本堤弁護士一家殺害事件を指示。坂本弁護士事件では当初からオウム真理教の関与が疑われた。
1990年（平成2年）2月の第39回衆議院議員総選挙では、真理党代表として東京4区（5人区）から出馬、オウムソングを歌うなど独特の選挙パフォーマンスで注目を集め「泡沫候補とか言っているが、今に見てろよ」と語っていたが、結果は1783票で落選。「今回の選挙の結果は、はっきり言って惨敗、で、何が惨敗なのかというと、それは社会に負けたと。（略）つまり、選挙管理委員会を含めた大がかりなトリックがあったんじゃないか」「今の世の中はマハーヤーナでは救済できないことが分かったのでこれからはヴァジラヤーナでいく」として、ボツリヌス菌やホスゲン爆弾による無差別テロを計画する。
坂本弁護士一家殺害事件への捜査から教団が狙われる事を運良く逃げ切った麻原だが、1990年（平成2年）10月に国土法違反事件で強制捜査を受けたため、武装化の中断を余儀なくされる。この時、「世界的に名を残す宗教にオウム真理教はこれから発展していくんじゃないかなと。ただまあ、それだけになる条件をひとつだけ備えていませんけどね。・・・それは何かというと、それは教祖の逮捕です」と妙な予言をした。
1991年（平成3年）から1992年（平成4年）にかけてはマハーヤーナ・合法路線に切り替え、文化活動や、インド・チベット・ラオス・スリランカ・ロシア訪問、テレビ朝日『朝まで生テレビ!』『ビートたけしのTVタックル』・フジテレビ『おはよう!ナイスデイ』・日本テレビ『とんねるずの生でダラダラいかせて』への出演、雑誌や新聞への登場、島田裕巳・荒俣宏・中沢新一・栗本慎一郎・田原総一朗・ビートたけしらとの対談、大学での講演などを精力的に行い知名度を高める。
かくして新新宗教ブームの代表として人気者となっていた麻原だが、一方で、麻原自身はこのような穏健路線は「邪悪な世界への誘惑」であり、「救世主としての使命を妨げている」と感じており「この流れにのってはいけない」と言ったと上祐史浩は語っている。1993年前後から「またヴァジラヤーナを始めるぞ」として徐々に武装化を再開した。

#### 武装・非合法路線の本格化
1993年（平成5年）には「すべての魂をポアするぞ」などと発言し再びヴァジラヤーナ・非合法路線を本格的に再始動、オウム真理教放送など一部を除いてメディアへの露出も減り、信者に兵器の開発や敵対者の暗殺を指示し多くの事件を起こす。ほとんどの事件は村井秀夫などの弟子に指示する形で行っていたが、薬剤師リンチ殺人事件や亀戸異臭事件では実際に現場に立ち会った。後に女性信者殺害事件にも立ち会ったことが発覚している。信者の運転する炭疽菌噴霧トラックに乗り込み都内を巡り、フリーメイソン認定した建物めがけて炭疽菌をばらまいていたこともあった。
サリン開発にも力を入れており、サリン70トン量産計画の早期実現を命令していた。この他、自動小銃密造など多数のオウム真理教の兵器開発を推し進めた。
また、この頃からアメリカ軍による毒ガス攻撃やQ熱の症状を訴え、「毒ガスでやられて死んじゃう」などと被害妄想が激しくなる。電磁波攻撃対策として専用車に金属ネットを張らせたり、肝癌になったと言って超音波検査をしたりしていた。占星術にも熱中し、コンピュータプログラムを作らせて教団運営に持ち込んだ。
1994年（平成6年）からは麻原は急速に子供らに対し頻繁にスキンシップを繰り返すようになる。時には三女（麗華）にキスをしたり、抱きしめたりすることもあり、遊園地や食事に連れていく機会も増えたという。同年6月に松本サリン事件を起こしている。
1995年（平成7年）、阪神・淡路大震災の支援と称して神戸市長田区を訪れたが、長田区に遊ぶところがないと分かると帰ってしまったという。3月13日にはトイザらス岡崎店で、3月15日には彦根市のファミレスで信者を連れて出歩いていたのが目撃されている。

#### 逮捕
40歳を迎えた1995年の3月18日、村井秀夫、井上嘉浩らと強制捜査の延期方法をリムジン内で謀議、地下鉄にサリンを撒くという提案に賛同、20日に地下鉄サリン事件が起きる。
その後、尊師専用車を東京に移動させ偽装工作を行ったが、5月16日に山梨県西八代郡上九一色村（現・南都留郡富士河口湖町）のオウム真理教の教団施設「第6サティアン」内で地下鉄サリン事件の首謀者として逮捕された。
捜査本部は当初、「麻原は1階と2階の間の部屋に隠れていて末期がんで死にそうになっている」という遠藤誠一の供述を元に該当箇所を捜索したが見つからず、第6サティアンの南側入り口1階から2階への階段天井部分に造られた隠し部屋（高さ約50cm、幅103cm、奥行き335cm）で、現金960万円の札束と寝袋を抱えて隠れていた所で発見された。
麻原は以下のように供述した。
- 男性信者殺害事件 - 被害者が死にたい、ポアしてほしいと言ってきた。岡﨑一明らに説得するように言ったが殺害してしまった[88]
- 坂本堤弁護士一家殺害事件 - 坂本弁護士が悪業を積む前にポアするしかないと思った。子どもだけ生き残らせても逆に残酷だと思い一家の殺害を許可した。処罰は覚悟している[89]
- 薬剤師リンチ殺人事件 - 被害者の首を絞めて気絶させ、懲らしめてやろうと思ったが、中川智正がロープ等を使用した為に殺してしまった[90]
- 松本サリン事件 - 否認も自白もしない。教団が精神錯乱剤などによる毒ガス攻撃を受けていたため発生した可能性がある[91]

麻原は釈迦やシヴァ神の「啓示」として遠藤誠に弁護を頼んだが拒否され、横山昭二が麻原の私選弁護人となった（後に解任）。横山に宛てた「麻原ノート」には、「多くの人たちが死に、また傷害を負ったことは事実です」「今回の事件の幕引きについては、私個人は自己の一身をこのようにいじめながらなげうって、いじめながら人生の終わりを迎えたいと考えているのです」「外にいる弟子たちの修行の場を取り上げるようなことはどうかやめてください」などと書いた。
逮捕前からすでに麻原逮捕後の教団の存続について計画を建てており、当初は弁護士を通じて獄中指示を出していた。

## 刑事裁判

### 起訴された罪状
最終的には東京地方検察庁により17事件（殺人26人と逮捕監禁致死1人。LSD・メスカリン・覚醒剤・チオペンタール密造事件は後に取り下げ）で東京地方裁判所に起訴される。
弁護側は、事件は「村井元幹部を中心とした、弟子たちの暴走によるもので、松本智津夫自身は一切指示をしていない」と無罪を主張。

#### 最後まで起訴されていた罪状
- 男性信者殺害事件（殺人罪）
- 坂本堤弁護士一家殺害事件（殺人罪）
- サリンプラント建設事件（殺人予備罪）
- 薬剤師リンチ殺人事件（殺人罪・死体損壊罪）
- 滝本太郎弁護士サリン襲撃事件（殺人未遂罪）
- 自動小銃密造事件（武器等製造法違反）
- 松本サリン事件（殺人罪・殺人未遂罪）
- 男性現役信者リンチ殺人事件（殺人罪・死体損壊罪）
- 駐車場経営者VX襲撃事件（殺人未遂罪）
- 会社員VX殺害事件（殺人罪）
- 被害者の会会長VX襲撃事件（殺人未遂罪）
- 公証人役場事務長逮捕監禁致死事件（逮捕監禁致死罪）
- 地下鉄サリン事件（殺人罪・殺人未遂罪）

#### 途中で取り下げられた罪状
- チオペンタール密造事件（薬事法違反）
- LSD密造事件（麻薬及び向精神薬取締法違反）
- 覚醒剤密造事件（覚醒剤取締法違反）
- メスカリン密造事件（麻薬及び向精神薬取締法違反）

### 第一審・東京地裁

#### 初公判
当初、第一審の初公判日程は1995年（平成7年）10月26日に設定されたものの、麻原は初公判前日の10月25日に私選弁護人の横山昭二を解任。東京地方裁判所は期日を取り消し、渡辺脩、安田好弘ほか国選弁護団を選任したが、初公判は延期を余儀なくされた。国選弁護団は弁護士会から依頼があったので引き受けただけであるが、「何故麻原を弁護するのか」とバッシングを受けた。
1996年（平成8年）4月24日、第一審の初公判（阿部文洋裁判長）が開かれ、1996年（平成8年）4月24日に東京地方裁判所で初公判が行われたが、48席の一般傍聴席に対して、日本の刑事裁判史上最多の12,292人が傍聴を希望して、傍聴券の抽選場所の日比谷公園には長蛇の列ができた。日本テレビはこの時点から、「麻原-」から「松本-」と本名で報道するようになった。その後、民放全局・産経新聞・中日新聞（東京新聞）などを除くほとんどの新聞社も本名で報道するようになった。NHKは結審まで「麻原-」を使用していた。
裁判では初公判で阿部は「全世界がこの事件に注目している。判決は5年以内に出したい」と述べ、事件ごとの並行審理を提案したが、弁護団側が拒否したため、一事件ずつの審理となった。また、弁護団が月4回の開廷ペースに反発。審理をボイコットなどで長期裁判の様相を見せ、一時は第一審の結審までに30年はかかるという噂も流れた。
弁護側は検察側が申請した被害調書や共犯者の供述調書などの1万5687点の証拠に対し1万5472点と約98.62%に不同意。そのために171人の検察側の証人を直接出廷させて証言させることになったが、検察側の尋問時間が計206時間であったのに対し、弁護側の尋問時間は1053時間 （検察側の5倍） に及んだ。弁護士の証人尋問では「（地下鉄サリン事件に関し、営団地下鉄の地下鉄のダイヤの表について）職場のどのプリンターで印刷したものか」「（サリン患者に関する医師のカルテについて）サリンを見たことあるのか」などの尋問があった。これらにより実質的な証拠調べが遅れたと日刊ゲンダイは報じている。
1997年（平成9年）12月、検察側は松本・地下鉄両サリン事件の重軽症者を約4000人から18人に減らす訴因変更を行い、2000年（平成12年）10月に薬物密造など4事件の起訴を取下げて案件を13事件に絞り込んだ。

#### 安田好弘の証言
1995年10月26日に予定されていた初公判が横山昭二弁護人の突然の解任で取り消しになった後、弁護士会より国選弁護人就任を依頼された弁護士安田好弘は、4日後に初めて麻原に接見。麻原は開口一番「あなたをお待ちしていました。あなたの名前は聞いていました」といったという。その後、月に5-10回の頻度で接見を続ける。1995年暮れ、麻原は安田に向かい、「どうすれば、私の真実を明らかにできますか」と問うたのに対し、安田は「法廷でみんなが見ている前で、空中浮揚をやってはどうでしょうか」と提案する。「法廷でやってみせれば、僕たち弁護人も納得するし、検察官、裁判官は腰を抜かして逃げてくと思うよ」と話すと、麻原は、「やってみます」と言い、1996年4月の初公判に向けて、警視庁の留置場や東京拘置所中で、『空中浮揚』の修行を重ねていたという。また、「当時麻原の好物は検察発表により高級品のメロンと報道されていたが、麻原は「本当の好物はバナナ」と話した（後述）。
麻原は接見中に、「2003年に、アメリカが日本や世界に向けて最終の宗教戦争を引き起こす」と言い出したことがあり、「自分は時間と空間を超えることができる。2003年の広島に飛んだところ、焼け野原になっていた。通りがかりの人に聞くとアメリカが原爆を落としたと広島弁で話した。これは、予言ではない、現実に行って見聞してきたことだ」と安田に向かって話した。また、接見中に停電があり、真っ暗となった際に麻原は何も気づかずに話し続けたことから、目が見えないのは本当だと思ったという。

#### 罪状認否
麻原は公判の初期や、裁判と同時期（1996年5月）に行われたオウムへの破壊活動防止法適用を議論する弁明に出席した際には、宗教的な難解な話を始めることはあったものの饒舌であり、まともな受け答えを行っていた。
だが1996年10月18日の井上に対する弁護側反対尋問の際に、麻原は井上への尋問の中止を頑なに要求。弁護団も延期を要請したが検察と裁判所に拒否された。以降、突如英語で話し始める、居眠りをするなどの行動（後述）を繰り返すようになり、しばしば裁判長から注意や退廷命令を受けた。麻原は「退廷ですか？それはありがたい」「とんでもないことをやっている教祖とは何だ」などと応酬した。
当初は起訴案件の罪状認否に関しては留保したが、1997年4月24日の公判で麻原は罪状認否を行い、起訴された17事件のうち16事件で英語を交えながら以下の通りに無罪を主張した（駐車場経営者VX襲撃事件のみ留保）。「麻原は事件について語らなかった」とされることもあるが、実際には（整合性のない言葉と不自然な英語で）事件について語っており、事件をオウムが起こしたことは認めつつ弟子の責任とした。
- 男性信者殺害事件 - ロープで殺せと指示していないので無罪
- 坂本堤弁護士一家殺害事件 - 実行犯が5、6人ぐらいなので、罪も5分の1、6分の1になるので無罪
- 薬剤師リンチ殺人事件 - 殺害の指示をしていない、被害者も悪いので無罪
- 男性現役信者リンチ殺人事件 - 被害者が悪いので無罪
- 滝本太郎弁護士サリン襲撃事件 - サリンが非常に少ないので無罪
- 松本サリン事件 - 死んだのは犬、魚なので無罪
- 被害者の会会長VX襲撃事件 - 井上嘉浩が悪いので無罪
- 駐車場経営者VX襲撃事件 - 殴る蹴るよりVXの方が害が少ない。私も検察官からVXらしきものをかけられた
- 会社員VX殺害事件 - 山形明が悪いので無罪
- 公証人役場事務長逮捕監禁致死事件 - 治療が遅れただけなので無罪
- 地下鉄サリン事件 - 村井秀夫と井上が悪いので無罪
- メスカリン・LSD・覚醒剤・チオペンタール製造事件 - 人類の進化・精神の進化のため仕方なかったので無罪
- 自動小銃密造事件 - 弾丸は製造しておらず無罪
- サリンプラント建設事件 - 途中で中止しているので無罪

最後に麻原は、自身が原子力空母エンタープライズにいて米露の政府関係者・チベット僧・中沢新一らに語りかけている、既に釈放されており「裁判は遊び」、今日の日付は1997年4月24日ではなく1997年1月5日か6日、などと不可解な発言を付け加えた。

#### 死刑求刑・結審
麻原は「こんなくだらん裁判はやらんでいい」「ここは裁判所なんかじゃない、劇場だ」「退廷させて死刑場につれていくのはOKだ」「射殺したければ射殺すればいい」「こんなばかな茶番劇のような裁判はやっても仕方ない」「こんなでたらめな裁判はやめろ、権利の侵害だ」「私はあなた方が裁くことはできない」などと度々述べ、2002年2月25日の公判を最後に応答しなくなった。
2003年（平成15年）4月24日、検察側は論告求刑公判で、麻原被告人に死刑を求刑した。検察側は「わが国犯罪史上、最も凶悪な犯罪者と言うしかない」「救済の名の下に日本を支配して、自らその王になることを空想し、それを現実化する過程で一連の事件を起こした」と論告した。検察側は「処罰感情は激烈である」として被害者遺族らの「八つ裂きに」「自分が殺してやりたい」「サリンによる死刑執行を望む」などといった発言を引用した。
同年10月30日から10月31日にかけて弁護側が「一連の事件は弟子たちの暴走であり被告は無罪」とする旨の最終弁論を行い、結審した。東京地裁で開かれた公判回数は、257回に上り、初公判から第一審の判決まで、7年10カ月を要した。

#### 死刑判決
2004年（平成16年）2月27日、一連の事件を首謀したと認定して東京地方裁判所（小川正持裁判長）は「浅ましく愚かしい限り」「無慈悲かつ冷酷非情で残酷極まりない」「残虐非道極まる犯行の数々というほかはない」として求刑通り死刑判決を言い渡した。これに対し、弁護側は東京高等裁判所に即日控訴した。

### 控訴審・東京高裁
第一審を担当した国選弁護団は終了後に全員が辞任。12人の国選弁護人に支払われた弁護士報酬は計4億5200万円になった。松井武と仙台在住の松下明夫の2人の弁護団が後を引き継いだ。東京高等裁判所は控訴趣意書の提出期限を2005年（平成17年）1月11日と定めた。弁護団は1審判決後、松本に計36回接見したものの、弁護団の問いかけに無反応で意味不明な声を漏らし意思疎通が不可能であるとして、公判停止を申し立てた。一方、東京高裁裁判長の須田贒は、2004年12月10日に麻原と面会し、「控訴趣意書は弁護士に作ってもらってもよい」「提出期限を延ばすつもりはなく、棄却もありえる」と説明した。
2005年（平成17年）1月6日、東京高裁は麻原の精神鑑定を求める特別抗告を棄却しつつ、控訴趣意書の提出期限を同年8月31日まで延長することを決めた。
同年8月19日、東京高裁は弁護団に対して精神鑑定の実施を伝えた。弁護団によれば、このとき東京高裁は「鑑定形式による鑑定人の意見が出るまでは控訴棄却はしない」と明言したとされる。提出期限の8月31日、弁護側は控訴趣意書の「骨子」を持参したが、高裁の鑑定への立ち会いや公開法廷での鑑定人尋問などに関する申し入れが拒否されたことを理由に提出を拒んだ。9月3日、東京高裁は控訴趣意書を「直ちに提出することを強く求める」文書を弁護団に送付した。2005年（平成17年）9月、東京高裁は麻原の精神鑑定を西山詮に依頼した。
2004年（平成16年）10月以降、弁護団は独自に精神科医に依頼して鑑定を実施した。中島節夫・中谷陽二・野田正彰・秋元波留夫・加賀乙彦など、計7人の精神科医はいずれも訴訟能力を否定または疑問視している。一方、高裁の依頼を受けて鑑定を行った西山は「拘禁反応はあるが拘禁精神病の水準には達しておらず訴訟を続ける能力を失っていない」とし、高裁は2006年2月にこの鑑定書を受けとった。
高裁はこの鑑定書への反論意見書の提出を2006年3月15日までとした。弁護側は提出期限の1ヶ月延長を高裁に申し立てたが、認められず、結局期日通りに意見書を提出した。
弁護団は2006年（平成18年）3月28日に控訴趣意書を提出することを表明していたが、東京高裁（須田贒裁判長）はその前日の2006年3月27日付で控訴棄却を決定した。この控訴棄却の決定は、控訴審の審理が結審した後に下される控訴棄却の判決とは異なり、控訴趣意書が正当な理由なく期限までに提出されなかったため、刑事訴訟法の規定に従って、控訴審を開始せずに裁判を打ち切るという決定である。
これについては、弁護側が裁判引き延ばしのため控訴趣意書を出さないことで裁判所と危険なチキンゲームをやって負けたという弁護側批判、裁判所のだまし討ちであるという裁判所批判の両方がある。
弁護団はこの決定に対し、2006年（平成18年）3月30日に東京高等裁判所（白木勇裁判長）へ異議申立てを行ったが、同年5月、棄却が決定された。「裁判所は『精神鑑定の意見が出るまでに提出すれば認める』と明言した」とする弁護団の主張については、「裁判所はその日のうちに見解を訂正した」として退けた。

### 特別抗告・最高裁
弁護側は最高裁判所へ特別抗告を行った。最高裁では死刑判決の是非ではなく、被告人の訴訟能力の有無、弁護側の控訴趣意書の提出遅れが「やむを得ない事情」に該当するかの有無、提出遅れという弁護活動の不備による不利益を被告に負わせることの可否の3点が争われた。
同年9月15日、最高裁第三小法廷（堀籠幸男裁判長）は、特別抗告を棄却する決定をした。これにより控訴審は開かれず、麻原への死刑判決が確定した。麻原の関与した27人殺人（司法の認定としては26人殺人と1人逮捕監禁致死）は、確定当時は死刑囚として戦後最多であった。またオウム真理教事件で死刑が確定するのは岡﨑一明（2005年4月7日に確定）に続いて2人目だった。
東京高裁は2006年（平成18年）9月25日に控訴趣意書の提出遅延に関して、日弁連に対し「審理の進行を妨げた」として、刑事訴訟法に基づく処置請求を行い、担当した弁護士2人の処分を求めたが、日弁連は訴訟終結後は処置請求はできないと判断した。2008年（平成20年）9月に弁護士1人に戒告の懲戒処分が、2009年（平成21年）7月27日に弁護士1人に業務停止1カ月の懲戒処分が出た（ただし、日弁連に対する審査請求の結果、処分は戒告に変更された）。

### 再審請求

#### 1度目の再審請求
- 2008年（平成20年）11月、遠藤誠一の供述を元に再審請求を行ったが、2009年（平成21年）3月に東京地裁が棄却、同年7月に東京高裁が抗告を棄却した。
- 2010年（平成22年）9月13日付で最高裁第一小法廷（桜井龍子裁判長）が特別抗告を棄却する決定をしたため、再審は認められなかった[電 36]。

#### 2度目の再審請求
- 2011年（平成23年）5月9日、2度目の再審請求を東京地裁が棄却した。同月16日にこれを不服として東京高裁に即時抗告した[電 37]。その後、東京高裁で請求を退けられ、最高裁へ特別抗告した。
- 2013年5月10日、最高裁判所第1小法廷（裁判長：横田尤孝）は抗告を退け、再審を認めない決定を下した[電 38]。

### 訴訟能力
前述のように、麻原は1審から不規則な行動・発言を繰り返し、2審では弁護士と意志疎通ができなくなった（#奇行を参照）。このことから、2審弁護団は訴訟能力は無いと主張し、刑事訴訟法第314条による公判停止を求めていた。
訴訟能力があるか否か、または詐病であるか否かについて以下のように見解が分かれた。

#### 訴訟能力はある、詐病であるとする見解
- 検察は詐病の疑いが強いとして高裁に意見書を提出した。
- 東京高等裁判所に精神鑑定を依頼された西山詮は「無言状態は偽痴呆性で、精神病の水準にない」とし訴訟能力はあると判断した[120][130]。 意思決定に偏りがあるのは不自然であり、黙秘で戦うのが松本の決心であると結論づけた[電 30]。
- 東京高裁（須田贒裁判長）は控訴棄却決定書において、1審後に「なぜなんだ、ちくしょう」と大声を発したことなどから、法廷での態度は自ら装ったものであり、訴訟能力を欠いていないとした[131]。
- 最高裁判所第三小法廷（堀籠幸男裁判長）もまた、特別抗告棄却において、前述の「なぜなんだ、ちくしょう」と叫んだことに加え、西山の鑑定、脳波、CT、MRI検査結果から訴訟能力はあると認定した[127][132]。
- 四女は面会時に詐病であることを確信した[133]。
- その他詐病説を支持する意見は以下の通り。ただし、麻原と面識がない人物が含まれる点には注意が必要である。
  - 上祐史浩、土谷正実、平田信は詐病だと考えている。
    - 上祐は、釈迦も糞まみれになる修行をやっていたので麻原はそれを真似ていると考えている[電 39]。
    - 土谷は、「自分が麻原の一審に証人出廷した際、精神疾患の兆しはなく、自分の証言も理解していたし裁判長の反応も気にしていた。一審判決時に精神病を患っているはずがない、弟子達を差し置いて詐病に逃げた」と語る[電 40]。
    - 平田は「詐病だと思う。そういうことをする人間だ」と話したとされる[電 41][電 42]。

  - 東北学院大学名誉教授の浅見定雄は「現実から逃避しているだけ」と評した[134]。
  - 滝本太郎弁護士は訴訟能力の鑑定はしたほうがいいとしつつも、「なんら訴訟能力に問題のないことが分るのだけれどね。」と断じ[電 43]、その後、精神状態について議論すること自体がナンセンスだとしつつ、「ウンチを壁に塗り付けるまではしていないのだから、統合失調症などにはなってないと思ってます」「ウンチって漏らすことに馴れると実は楽なのではと思います」と述べた[電 44]。
  - 多くの麻原裁判を傍聴したジャーナリストの青沼陽一郎は、麻原を「最終芸達者[注 13]」と呼び、裁判中の奇行は自分の意思でやっていたと考えている[電 45]。
  - ノンフィクション作家の髙山文彦は、「正常」のひとつの表れ方としての「狂気」ではあるが異常とは思えず「異常」のふりをしているだけ、と評した[135]。

#### 訴訟能力はない、詐病ではないとする見解
- 控訴審の松井武弁護士は意思疎通できず、訴訟能力は無いとし、高裁に公判停止を求めていた。
- 松本の二女、三女松本麗華は2004年秋から2006年3月まで20回から30回あまり接見を重ねているが、呼びかけに反応したことはなく、拘禁による精神障害であるとして治療を訴えている[136]。また、西山の鑑定書について松本麗華は「ウソばっかり」であるとし[136]、東京拘置所が精神安定剤を投与していたのではないかと疑っている[電 46]。
- 弁護団の依頼で接見した7人の精神科医は、いずれも訴訟能力を否定または疑問を呈した（麻原彰晃#控訴審・東京高裁参照）
  - 元北里大学助教授の医師中島節夫は「器質性脳疾患の疑いが濃厚」とした[122]。
  - 弁護士に接見の依頼を受けた二人目の精神科医は「拘禁反応によって混迷状態にある」「訴訟能力はない」とした[122]。
  - 筑波大学教授の中谷陽二は「拘禁反応が慢性化・固定化している」可能性が高く、「訴訟能力は欠如している」とした[122]。
  - 関西学院大学教授の野田正彰は、公判当初には訴訟能力に問題はなかったが、その後意志能力が消失したと考え、治療によって軽快ないし治癒する可能性が高いとした[137][122]。
  - 金沢大学名誉教授の秋元波留夫もまた訴訟能力を否定し、西山の鑑定に対し「水準とは何かが不明。偽痴呆性との診断は症状と矛盾し、根拠がない」「科学者のとるべき態度ではない」などと批判した[130][122]。
  - 作家で精神科医の加賀乙彦は、拘禁反応の状態を示しており言語による意思の疎通は不可能で訴訟能力はないとし、西山の鑑定は「被告の空想虚言症を見落としているうえ、医学用語の使用にも誤りがある。到底信頼できない」とした[138][139][122]。また、環境を変えたり投薬によって治る可能性があるとし、一方で精神状態が変動していることから精神病ではないと説明した[140]。
  - 精神科医の斎藤学は「痴呆に似ているが断定できない」としつつ、治療可能性があると印象を語った[141]。また自身のブログにおいて接見の様子を報告している[電 47]。
- 死刑判決のみを傍聴したドキュメンタリー作家の森達也は、「壊れている」ように見えたと感想を述べた[142][143]。また、b:刑事訴訟法第479条によると「死刑の言渡を受けた者が心神喪失の状態に在るときは、法務大臣の命令によって執行を停止する」とあり、森は麻原がその状態にあるのではないかとしている[電 48]。
- アメリカの精神科医ロバート・J・リフトンは「麻原の弟子たち、とりわけ井上が反旗を翻したため、麻原は無意識的な逃避から深い退行状態に入ったのではないか」と推測した[電 9]。

## 死刑執行
上川陽子法務大臣は2018年（平成30年）7月3日付で麻原・土谷正実・遠藤誠一（以上3人は東京拘置所在監）・井上嘉浩・新実智光（以上2名は大阪拘置所在監）・中川智正（広島拘置所）・早川紀代秀（福岡拘置所）の各死刑囚7人に対する死刑執行命令書へ署名した。
この死刑執行命令を受けて3日後の7月6日、麻原は朝食を全部食べた後の7時40分ごろに、教誨室で死刑執行を告げられた。遺体の引き取り先を聞かれた際に刑務官に対し長い無言時間の後、「ちょっと待って」「四女」と答え、最後に「グフッ」と咳払いのような音を発声した。麻原は特に暴れたり抵抗したりはせず、同日に前述6人とともに死刑を執行された。63歳没。2006年9月の死刑確定から11年10ヶ月後のことであった。
遺体の引取先に指定された四女とその代理人である滝本太郎弁護士が7月7日に麻原の遺体と対面した。滝本は「『麻原彰晃』とは思わなかった。松本智津夫として死んだと思った」と語る。また、埋葬地の聖地化を防ぐため海上に散骨することを提唱している。一方、麻原の妻松本知子・三女松本麗華らが遺体の引き渡しを求める要求書を上川法相らに提出している。同月9日に府中市内の斎場で火葬され、当面は東京拘置所において遺骨を安置することとなった。

## 麻原の遺骨をめぐる問題
法務当局が保管している遺骨と遺髪については、2021年7月に次女を引渡し先とした裁判所の決定が確定した。その後、次女は引渡しを求めたが、国が「次女を通じて遺骨がオウム真理教の後継団体に渡って利用される可能性があり、公共の安全や社会秩序を害することになる」として応じなかっため、引渡しを求め提訴。その結果、2024年3月13日に東京地方裁判所が国に引渡しを命じる判決を言い渡し、国側が18日に控訴した。
この地裁判決に対しては、各方面から憂慮する声が出た。法務大臣は「判決の内容が公共の安全及び社会秩序全体に大きな影響を及ぼし、国民の皆様に不安を与える」と述べている。地下鉄サリン事件犠牲者の妻・高橋シズヱは「遺骨が資金獲得の道具として悪用されないよう、あらゆる対策を講じてほしい」とする要望書を法務省に提出した。オウム真理教後継団体であるアレフの関連施設が多く存在する足立区の区長は「今回の判決及び控訴を受け足立区でも、旧オウム真理教関連施設周辺住民をはじめ多くの方々が多大な不安や恐怖を感じていることから、国に対して、遺骨等をめぐる問題が大きな社会不安に発展しないよう適切な措置を講じていただくことを引き続き求めてまいります」との声明を出した。
オウム真理教犯罪被害者支援機構の弁護士で、オウム事件被害者でもある滝本太郎は、「オウム事件では、殺されて焼却された信者7人の遺骨が遺族に戻ってきていません。それにも拘わらず松本の骨を（※その家族らが）後生大事に持っていたいなどとは、言えた筋合いではありません。松本の遺骨は太平洋の誰も知らない場所に散骨すべきだと思っています（中略）カルト教団教祖の処刑散骨は、例えばアメリカのチャールズ・マンソン、アルカイダのウサマ・ビン・ラディンなどは、警察、米海軍の手によって行われています。松本の遺骨もテロ対策の一環として国が責任を持って後始末をつけるべきです。」と述べている。
なお、この裁判に至った経緯については、週刊文春電子版が、弔うためという次女が遺骨を保管するかを明らかにしなかったため国との交渉が決裂したということを報じている。
この地裁判決は、次女に引き渡された遺骨がオウム真理教後継団体であるアレフに渡るか否かについて検討しており、アレフに渡るという証拠まではないということで、遺骨を手にしたアレフによる社会不安が生じるという具体的な根拠がないとされている。
しかし、次女は、かつて麻原の遺骨の引き渡しを国に求めて、次男松本璽暉や麻原の妻と協力したことがあるので、次女から次男に遺骨が渡る可能性は否定できず、しかもこの地裁判決言渡し当時には知られていなかった次男によるアレフの裏支配の疑い（次男が長男と共に麻原から後継指名された二代目教祖の権威をもって、アレフを実質的に裏から支配しているという疑い）を踏まえると、次女から次男を経由してアレフに渡る可能性は十分考えられるとの指摘がある。
また、仮に遺骨がアレフに渡らなくても、次女と、次女と行動を共にする三女・長男の周辺には、アレフを脱会はしたものの麻原とオウム真理教の教義を信仰し、麻原が後継指名した二代目教祖のうちの一人である長男を精神的な支柱にした「脱会信者」の集まりがあり、そのような集まりに遺骨が渡って、強い求心力を持たせる恐れがあるとも指摘されている。
そして、麻原の遺骨は、麻原を信じる者たちにとって神聖な崇拝対象であるから、それが置かれた場所は「聖地」となって信者が巡礼したり（現に麻原の勾留中は、勾留場所であった警視庁や東京拘置所を聖地として信者らが巡礼していたと報道されている）、移り住んだり、また遺骨が超高額で信者に販売され教団資金を増大させる恐れがあるとも指摘されており、公共の安全や地域住民の生活の平穏に影響を与えるものとして、東京高裁での控訴審の成り行きが注目されている。

## 麻原の子女
麻原には愛人が100人以上いたとされ、愛人と「イニシエーション」と称する性行為を行い、妊娠させた結果、妻の知子の子である6人を含めて、12人ないし15人ほどの子がいるとされる。麻原は在家信者なので子作りをしてもいいとされていた。出生時に麻原が阿含宗にいたことや、「最終解脱」前に生まれたことが理由で知子の子の間でもステージ（階級）は異なる。
四女によると麻原は、村井秀夫または上祐史浩と長女、上祐と次女、石川公一と三女、遠藤と四女、新実と石井久子に産ませた娘を婚姻させる計画をたてていたという。また、最終解脱するにはグルの娘との合一が必要とされていた。
当項目では、知子の子である6人を述べる。麻原の警備担当者によると、麻原は子煩悩で、おもちゃを沢山買い与えたり、クーラーを用意したりして、蜂の巣ベッドに押し込められていた出家信者達や、カビの生えたものを食べていた出家信者の子供達とは違い、格段に良い生活をさせていた。美女3人が女中として一家の面倒をみていた。
麻原一家は上祐史浩率いるひかりの輪とは対立関係にあり、ひかりの輪側は、松本知子・次女・三女は上祐の脱麻原路線に反対していた、四女は2007年時点において麻原崇拝グループを結成しようとしていたと主張している。さらに家族内でも対立があり、特に四女と次女・三女の主張が異なるなど関係が悪化していた。
また知子の影響下にあるAlephが次男松本璽暉を役員名簿に登録することについて、麗華が教団幹部に反対を呼び掛けたことが「山田らの集団」分裂の要因になったと、ひかりの輪と公安調査庁は分析している。(麗華は関与を否定した。)
長女：松本美和（みわ）
1978年（昭和53年）生まれ。ホーリーネームはドゥルガー。教団での地位は正悟師。省庁制の際には流通監視省大臣であった。麻原の逮捕後は教団と距離をおいている。
次女：松本宇未（うみ、仮名）
1981年（昭和56年）生まれ。ホーリーネームはアジタナーター・カーリー。2000年（平成12年）1月に長男を連れ去ろうとした事件で2月19日に逮捕され、保護観察処分となった。
麻原詐病説などについて四女と真っ向から対立し、四女はマスコミ受けの良い話をして金を得ていると批判している。
2021年7月5日、最高裁の決定により、麻原の遺骨の引受人に決まる。
三女：松本麗華（りか）
1983年（昭和58年）4月生まれ。教団での地位は正大師でホーリーネームはアジタナーター・ウマー・パールヴァティー・アーチャリー。省庁制の際には法皇官房長官であった。
2000年（平成12年）1月に長男を連れ去ろうとした事件で2月19日に逮捕され、保護観察処分となった。
2004年（平成16年）3月に合格した和光大学から入学拒否されたとして提訴し、東京地裁は「入学拒否は違法」と認定、和光大学に30万円の慰謝料支払を命じた。
2013年（平成25年）7月からブログを立ち上げ、麻原を案ずる文面をつづっている。
2015年3月19日、NNN系列の報道番組『NEWS ZERO』のインタビューで出演。初めて松本麗華という実名で登場する。
2015年3月20日、地下鉄サリン事件から20年目の日に松本麗華名義で手記『止まった時計 麻原彰晃の三女・アーチャリーの手記』（講談社、ISBN 978-4062194808）を上梓。ニコニコ生放送に出演して田原総一朗と対談した。
四女：松本聡香（さとか、仮名）
1989年（平成元年）生まれ。ステージは正大師よりも上の正報師。茨城県龍ケ崎市に転居した時は、市の方針でその市の学校の転入拒否で2人の弟共々学校にも通えなかったという。協力者達のお蔭で何とか学校に通えるようになったものの、学生時代はいじめに遭い、中学の校長からは「父親の所行を考慮すれば貴方は死んでも仕方のない人間だ」と評された。
2006年（平成18年）に教団との関係を保つ家族のあり方に疑問を抱き、後見人となった江川紹子の下に身を寄せる（2007年に江川は後見人を辞任している）。
麻原に死刑判決が下る2004年（平成16年）までは地下鉄サリン事件の詳細を知らず、自らインターネットや書籍を調べて自分に対する世間の冷たい視線の背景に初めて気付いた。その後はオウムや一家と絶縁し、自殺未遂を繰り返す。ネットカフェ難民やホームレスのような生活をしながらも贖罪の道を模索している。
2010年（平成22年）、ペンネーム「松本聡香」名義で著書『私はなぜ麻原彰晃の娘に生まれてしまったのか』（徳間書店、ISBN 978-4198627539）を刊行。
2014年（平成26年）のインタビューにおいても、自殺未遂が続いていることを明かし、「死にたいというよりも死ななくてはいけない」「オウム事件について知ってからは、幸せとか喜びを感じるたびに、オウム真理教は普通の人のそういう喜びを奪ってしまったのだなと感じざるをえない」と語った。
三女の松本麗華については、2015年3月20日にFNNの取材に対し、「姉は被害者に対して謝罪していない」「本の内容はでたらめで私の知っている真実とは異なる」と語った。
2017年10月に実父・麻原彰晃と実母・松本知子に対して相続廃除を申請し、横浜家裁が認める審判をした。審判では両親が適切な養育をしなかったことや犯罪を行ったことで、四女が「重大な不利益を被り、現在もその影響が続いている」と認定された。
長男
1992年（平成4年）生まれ。教団から皇子、猊下の称号を与えられた。1996年（平成8年）6月に教団の教祖となる。
四女と次男同様学校に籍を置くことが許されず、ほとんど学校に通わせて貰えなかったという。姉や弟共々晴れて2001年（平成13年）4月から正式に学校に通うことになったが、始業式の日はテレビ局や新聞記者等が駆け寄ったため、協力者が追い払うことになった。学校生活では、次男同様友達は出来たようである。
2014年10月24日、Alephに対し、名誉棄損による損害賠償4000万円の請求、ならびに写真と名前の無断使用の禁止を求める提訴を東京地裁に起こす。訴状ではAlephと密接な関係にあり、教祖になるかのように扱われ大きな精神的苦痛を受けたとした。その後、Alephに対し長男の宗教的な呼称や写真の使用差し止め、30万円の支払いを命じる判決が確定した。
この他、テレビ東京に対しても父智津夫の後継者のように報道されたとして訴訟を起こしたが、2018年3月15日に敗訴。
次男：松本璽暉（ぎょっこう）
1994年（平成6年）生まれ。教団から皇子、猊下の称号を与えられた。1996年（平成8年）6月に教団の教祖となる。
小学1年生は1学期しか登校しておらず、その後は茨城県龍ケ崎市に引越し四女と長男同様学校に通えなかったが、協力者のお蔭で学校に通うことが出来た。しかし、約8か月も学校に通えていない時期が続いていたため、小学2年生から学校生活を正式にスタートした。
2004年（平成16年）秋、拘置所で麻原被告と対面し「会えてうれしいです」と声をかけたが、返事はなかった。
2006年（平成18年）に春日部共栄中学校に合格したものの、「麻原の息子」だという理由で入学を拒否された。次男らは、憲法で禁止された不当な差別によって精神的苦痛を受けたとして、共栄中学校に損害賠償を求める訴えを起こした。
2025年（令和7年）7月22日、公安調査庁は次男が「2代目グル」（宗教指導者）を自称し、Alephの運営を主導していると認定したと明らかにした。麻原の妻の知子についても後見的に補佐する立場にあるとみている。

## エピソード

### 尊師
- オウム真理教の信者からは尊師、もしくは本来ヒンドゥー教の導師を指すグルと呼ばれ、崇拝の対象となっていた。「尊師」の使用を発案したのは新実智光であるとの証言がある[178]。著書では「真理の御魂 最聖 麻原彰晃尊師」名義を用いていた。教団は世界征服も画策しており、国家の憲法に相当する基本律の草案では神聖法皇（しんせいほうこう）と呼称されていた。
- 初期のAlephでは尊師・グルの呼称の使用及び、写真・イラスト・その他その肖像を表したものを団体施設の祭壇及び個人所有の祭壇に備え付けることを禁じたが、2011年頃からは麻原の「生誕祭」や肖像の掲示を公然と行うようになり[電 77]、「尊師」の呼称が復活した[電 78]。
- Aleph分派の山田らの集団は「そそそそそそそ尊師、そそそそそそそ尊師、麻原尊師、麻原尊師」と大声で「尊師」を讃えるオウムソングを歌っていた様子が報じられた[電 79]。
- 妻の知子は、「麻原」と呼んだのを上祐史浩に怒られて尊師と呼ぶようになった[179]。
- 端本悟と富田隆は太った麻原を影で「卑劣なブタ野郎」と呼んでいた[180]。
- 尊師マーチは最初は「彰晃 彰晃 しょこしょこ 彰晃〜」といった歌詞だったが、「信者が尊師を呼び捨てにするのはどうか」との理由で「尊師 尊師 そんしそんし 尊師〜」に変えられた。

### 前世
麻原は自らの出版物を通して、多くの前世を持つと以下のものを称していた。
- 意識堕落天（阿修羅界）の宗教上の王 - 直前の生であったため、その世界で麻原に帰依していた人たちが多く転生し、現在の信者になっていると教団内では信じられていた。松本家がカニ、エビを食べているのに興味を持ってしまい、人間界に落下し松本智津夫になってしまったという[181]。
- 徳川家光 - 転輪聖王ではあったが島原の乱や不受不施派を弾圧したため、熊本県や日蓮正宗によるオウムバッシングの原因となるカルマをつくってしまったとしている[181][注 17]。
- 近藤勇[182]
- 朱元璋 - 彼のように全国統一を達成したいと考えており、1994年2月22日より、麻原一行は孝陵（朱元璋の陵墓）などを訪問し、旅の途中、麻原は「1997年、私は日本の王になる。2003年までに世界の大部分はオウム真理教の勢力になる。真理に仇なす者はできるだけ早くポアしなければならない」「このままでは真理の根が途絶えてしまう。サリンを東京に70tぶちまくしかない。」と世界征服を目指すことを説法した[判 1]。
- チベットのタントラ修行者 - 過去世の松本知子と石井久子を妻としていた[181]。
- イムホテプ - 道場では「宿命通」というアニメビデオを放映し、麻原のエジプトでの前世の物語を展開していた。ジェゼル王に宗教的指導を施し、最古のピラミッドである「ジェゼル王の階段のピラミッド」を造ったとしている[183]。
- 有能神 - 過去世の上祐史浩と杉浦実を養子としていた[181]。
- ナーガ（蛇神）の国の王 - 過去世の松本知子が妻であった[181]。
- フリーメイソン創始者 - 現在のフリーメイソンは物質主義になってしまったのでよくないとのこと[184]。
- 欲界の王
- 夜摩天の王
- 光音天の魂
- 神聖天界の王
- 除冷淡天の王 - 過去世の青山吉伸を弟子としていた[181]。
- カッサパ仏の弟子 - 過去世の新実智光の火遊びによって起きた火事で焼死したという[181]。
- 兜率天の軍人 - 天界軍の指揮官として阿修羅界と戦争し勝利した。過去世の石井紳一郎、石井久子が部下だった[185]。
- 宮沢りえの夫 - 一部報道によると自称していたという[186]。

その他

### 最終解脱
- オウム真理教において「最終解脱」とは、「煩悩や苦悩から解き放たれ、輪廻転生からも解放された状態」であるとしていた[187]。
- ヒマラヤでのクンダリニー・ヨーガによる修行中、麻原はさまざまな神秘体験をし、シヴァ大神やパールヴァティー女神の助けも得て最終解脱に至ったとされる。また、最終解脱に至る過程で、さまざまな神通力(後述)を得たと自称している[188]。
- しかし、高校生時代の井上嘉浩がそのことについて聞くと、「インド？ あれはパフォーマンスだ。実は渋谷の瞑想場で最終解脱したんだ」と答えたという[189]。
- 麻原は最終解脱をして戒律をも超越する存在であるとして、後述の通りダーキニーや肉食など己の欲望を満たす振る舞いを許されていた[189]。
- 別の宗教団体から「オウム神仙の会」創設メンバーとなり、出家制度などオウムの組織体制を作ったという元幹部Sによると、麻原が「一修行者」を名乗っていた頃、福生のスナックである宗教家に「私はヴィジョンとか光の体験はあります。どのような段階にあるのでしょうか?」と教えを乞いたそのたった二ヶ月後に「最終解脱した」と言い出し、その後の麻原の言動にも疑問を持ったことから「(麻原は)解脱者なんかじゃない」と思ったという[189]。
- 上祐史浩はインターネット上のやりとりで「最終解脱という言葉自体麻原の造語であり、実体がない」とし、「(自我破壊という)『解脱』体験はあるが、恒常的な自我意識の破壊はなかったのではないか」「一定の霊的な体験をさせる力はあったが、本来のグルが導くべき心の成熟、愛の増大には導けなかった」としている[190][信頼性要検証]。

### 超越神力
麻原は様々な超越神力（超能力）があることになっていた。中には信者が頭の中で歌っていた「魔法使いサリー」の曲を的確に聞き分ける、終電を逃した信者へ乗換案内する、信者にまんじゅうを残さず食べさせるなど奇妙な超能力もあった。
- 六神通
  - 天耳通 - 神々の声を聞いたり、遠くの音を聞いたりする[192]
  - 他心通 - 他人の心を知る[192]
  - 宿命通 - 前生を知る[192]
  - 死生智 - 転生先を知ったり、生きながらにしていろいろな世界とつながる[192]
  - 漏尽通 - 完全なる絶対なる神の叡智[192]
- ポア - 霊的なレベルを高めるという意味だが[191]、悪行を犯した人間を殺害するという意味に変わっていった
- 防水 - 気で雨を弾き返す。ただし完全防水ではなく多少濡れるが乾燥機能もあるので平気[191]
- 超伝導 - 肉体の電気抵抗をゼロにする[191]
- オーラ - オーラのバリアにより足の裏が汚れない[191]
- 煩悩探知 - 声やにおいで相手の煩悩が分かる[191]
- 情報測定 - 体温計やスピードメーターより正確[電 80]
- 成分分析 - 砂糖とサッカリンの違いを検知。村井秀夫曰く「究極のグルメ」[電 80]
- 透視 - CTスキャン並[191]
- 耐火 - 火傷しない（エネルギーが満ちているときだけ可能）[電 80]
- 道路情報 - 渋滞状況が分かる[電 80]
- 速筆 - あっというまに本の内容をつくる[電 80]
- 壁抜け - しかし本番に弱いのか取調室や留置場、拘置所等の壁は抜けられなかった。取調官に「抜けられなくて申し訳ない」と謝った[電 81]
- 治療[191]
- 機械修理[191]
- 見積もり計算[電 80]
- 未来予知[191]
- 気象操作[191]
- 怪力[電 80]
- 透明人間[191]
- 幽体離脱[191]
- 空中歩行[191]
- 空中浮揚[191]

### 空中浮揚
- 麻原は1985年頃のオカルト雑誌『ムー』の中などで岐部哲也が撮影した麻原が空中浮揚している写真を公開し、空中浮揚をテーマとした本やアニメも製作するなど大々的に宣伝した。麻原によると初めて浮揚したのは1985年2月であったという[193]。上祐はやらせであったと後に語っている[電 82]。
- 弁護士の坂本堤らが組織した「オウム真理教被害者の会」はこれをインチキと批判、公開の場で行えと要求し、その後坂本堤弁護士一家殺害事件が発生した[判 1]。
- 坂本の後を継いだ弁護士滝本太郎は、座禅を組んだままでの跳躍（ジャンプ）をストロボを使い早いシャッタースピードで空中にいる瞬間だけを狙って写真撮影することで「あたかも連続して飛んでいるように見える」ようにしたトリックだと主張し[注 18]、「空中浮揚なら自分でもできる」と、自ら「空中浮揚」した写真を信者に見せてまわり、多くの脱会者をつくっていたため坂本同様に命を狙われた（滝本太郎弁護士サリン襲撃事件）[194]。
- 松本麗華は空中浮揚が見たくて、麻原に依頼したところ「疲れているから」と断られた。ただし、身体が勝手に跳びはねる空中浮揚の前段階といわれるダルドリー・シッディという現象は何度も目撃している[電 83]。
- 法廷では、麻原はもっとリラックスした感じで撮りたかったので写真は失敗作と述べた。何分ぐらい浮かんでいたのかと聞かれると返答に困り沈黙し、「脳波で答えている」と主張する一幕もあった[195]。また、石井久子は本当に見たと主張した[196]。
- 麻原の弁護人を務めた安田好弘が法廷で空中浮揚してみたらと提案したところ、麻原は本気で飛ぼうと熱心に拘置所内で練習していたらしいが[197]、ついに飛ぶことはなく「超越神力」は証明できなかった。また法廷で井上嘉浩に対し「井上証人、私の精神異常だと思うだろうな、すまないが飛んでみてくれ」と頼んだが、阿部文洋裁判長が「コラッ、静かにしなさい！」と注意し[電 84][電 85]、また井上本人も麻原の要求を拒んだ[198]。

### 音楽
- 音楽好きであり、盲学校中学部・高等部時代に、他の寄宿生らを集め西城秀樹や尾崎紀世彦の歌を歌う「松本智津夫ショー」を何度も開催し、盲学校生を困らせた[199]。空き缶をマイクの代わりにして西城秀樹の当時のヒット曲「傷だらけのローラ」を歌ったこともある[199]。校内で結成したバンドでもボーカルを務め、西城の「情熱の嵐」を十八番としていた[200]。
- オウム真理教でも大量のオウムソング・アストラル音楽を作詞作曲（実際は石井紳一郎らが作ったものも多いとされる）、自ら歌っていたほか、弟子の村井秀夫や青山吉伸にも歌わせていた。特に真理党の選挙応援で自ら「しょーこーしょーこー彰晃彰晃彰晃♪」「しょしょしょしょしょしょしょしょーこー！」などと自分の名前の入った歌を熱唱していた姿が有名である。しまいには交響楽団キーレーンを結成し指揮棒を握っていた。カラオケ好きも盲学校時代と変わらず、尾崎紀世彦や中村雅俊の曲を歌っていた[201]。麻原がオウムソングの中で好きな曲は「戦え！真理の戦士たち2」「黎明」「ロード・シヴァ」など[202]。一方ジャズやロックは嫌い[203][204]。
- うまかろう安かろう亭で若い女性信者に囲まれてカラオケをしていたこともあり、井上嘉浩は麻原が女の子とキャッキャするのを見てVXをかけてやろうかと思ったという[電 86][205]。

### 視力
弱視であることでは一致しているが、全盲かについて議論がある。
- 麻原の調書によると、左目は全盲、右目はパラリンピックを目指していた高等部2年のとき0.3（熊本市立病院調べ）、薬事法違反のとき0.1（警察病院調べ）で、その後読書が困難になり、1989年頃から急激に悪化したが男性信者殺害事件のときには被害者の顔は見えていた、逮捕時には時々輪郭が見える程度に落ち込んでいて（失明しているとはいっていない）報道陣のフラッシュは全く分からなかったと語ったとされる[206]。また逮捕後、「麻原ノート」（前述）を自分で書いて弁護団に渡しているが、文字は書けたが解読してもらうのに時間がかかったという[電 22]。
- 表向きには「信者へのシャクティパットを繰り返したためエネルギーを消耗したうえ相手のカルマを負い、さらに目が悪くなり失明した」と説明されていたが[207]、他のオウム関連の裁判に証人として出廷した際、宣誓書を弁護士の言う通りに比較的短時間で書き上げ余白の部分だけ上手に切り取ったり[208]、宮沢りえのヌード写真集を持っていたとの報道や[209]、観覧車やお化け屋敷に行ったり、子どもとキャッチボールをしていた[210][211]、パトカーを察知したり[212]、生物兵器噴霧車に乗り込み指揮をしていた[81]、ガードレールを飛び越えた（ビデオに撮影されている）[213]との証言もあり、失明に関しては疑惑がある[注 19]。取調べの際も目が見えないことを強調し、それを理由に供述調書へのサインを拒むなどしていたが、逮捕から2日か3日辺りには、「刑事さんは竜雷太みたいでカッコイイですね」や「刑事さん、太陽にほえろのボスみたいですね」と語ったり、的確に障害物を避けるなどをしている。麻原の兄は事件当時、インタビューに対して「（智津夫は）今でもちっとは見えとる」と推測[214]、薬剤師リンチ殺人事件に関わった元信者[注 20]も視力が弱いとは聞いているが失明したという話は聞いたことがないと証言している[215]。オウムでは「救世主は盲目の人」という予言があり、これに沿うために全盲である必要があったのではとの説もある[216]。
- 対して、松本麗華は完全に視力を失ったのは1989年の秋頃だったとする（その頃より、麗華と手をつなぎ、後に肩に手を置いて歩くようになっている）[電 87]。なお、左目は義眼であるという[電 88]。著書『止まった時計』の中で、フランスへ行ったとき、村井秀夫や石井久子はスーツ姿、麗華ら子供たちも普通の格好だったが、麻原だけはクルタを着用していた。もし、麻原に視力があったなら、それなりにまともな格好をしたのではなかったかと指摘している。これに象徴されるように、オウムが社会性をなくしていったのも麻原の目が見えないことと関連しているのではないかと麗華は考えている[58]。

1982年に無許可製造医薬品販売の容疑で麻原を取り調べた刑事は「事件後に実は目が見えているとか、そんな報道がずいぶんありましたよね。だけど、あのころからやっぱりほとんど見えていなかったね。どっちだっけな。片方は0・06だったね。もうひとつはほとんど見えていなかったよ。」と語っている。また「警察の取調べで刑事に盛んに媚びていたという情報がありました。刑事さんは石原裕次郎に似ていますねとか何とか言ったとか」という質問に対して「媚びはしないね。そういうタイプじゃない。どちらかといえば寡黙でしたよ」と語っている。
- 1997年1月31日に東京地裁で行われた第24回公判で麻原の隣に座っていた刑務官が大きくあくびをした際、それをじっと見てニヤリと笑ったことがある[218]。

### 旅行
- 1987年「麻原の前世が古代エジプトのイムホテップ王であった」ということから、同人が埋葬されているピラミッドの視察目的でエジプトツアーを行った[170]。後に麻原は自著において「ピラミッドはポアの装置だ」と述べた[170]。
- 1992年5月24日、エアランカのチャーター機内で麻原の席に客室乗務員が座っていたため信者が激怒し暴れ、コロンボに緊急着陸した[219]。
- インドによく行っており一時期は1、2ヶ月に1回は行っていた[220]。1992年11月12日、釈迦が悟りを開く瞑想に入ったブッダガヤの大菩提寺にある「金剛座」に座り、地元の高僧に下りるように言われたが従わなかったため、警官に引き摺り下ろされた[221]。
- 1993年9月9日、オーストラリアでウランを探して原爆をつくるため塩酸などを持ち込み税関に止められ、係官が麻原に触れたため信者が激怒、口論となった[222]。
- 日本航空に搭乗を拒否されたため、海外移動の際には全日本空輸（ANA）やアエロフロートへ搭乗していた。なお、ANAに搭乗する際はファーストクラスを貸し切りにすることが多かった[223]が、専用の椅子を持ち込もうとして拒否されたこともある。
- 麻原の家族と正大師はファーストクラス、ホテルは市内で一番高いホテルに泊まっていた[224]。
- 1993年夏、上祐史浩、新実智光、早川紀代秀と一緒に生物兵器散布車で皇居1周散布ドライブをしていた時、怖くなったらしく、途中で麻原だけ逃げ出した[225]。
- 「尊師接待マニュアル」というのがあり接待の方法が厳しく定められていた[226]。

### 言動
- 口癖は「人は死ぬ、必ず死ぬ、絶対死ぬ、死は避けられない」。『教本』上では1991年2月12日阿蘇シャンバラ精舎説法が初出である[227]。また説法の最後に「いいねっ」と言うことが多く、信者は「はい！」と返すのがお約束だった[228]。
- 麻原の予言には当たったものもある。早川紀代秀曰く、第1サティアン建設のとき麻原が超能力で必要な水道管の太さを予言し的中させ、建設が上手くいったという[229]。
- 被害妄想のほか病気になったといって騒ぐことがあり、ある日、信者でオウム真理教附属医院院長でもあった林郁夫に「実は心臓にいぼができているんだ。何とかしてくれ」といった。これには林も困ってしまったという[161]。
- 事件前は聖人として振る舞っていたが、事件後は裁判等で、真偽の程は定かでないが麻原の鬼畜エピソードが弟子から多々語られた。風評被害で困窮している宮﨑勤の親族から機械を格安で買い取ろうとした、阪神・淡路大震災の被災者に水を売りつけて儲けようとしていた、被災した神戸の長田区を訪れ「（被災者が）地獄、餓鬼、動物に転生した」と発言していたとの証言がある[230][231]。
- 上祐は、2010年12月3日号の週刊誌『FRIDAY』誌での対談において「麻原は人の心を読む感受性は鋭く、超能力のようなものは確かにあったが、能力と人格が一致しない人物だった。麻原の根源は、逆恨みと被害妄想。弱視だった子供時代からの逆恨みを社会に広げた人物だ」と語っている[電 89]。他にも、PSIを製作する際に調べた麻原の脳波が精神異常のそれと似ていることを指摘している[232]。オウムはこれを脳死の脳波に近いとし「解脱者の脳波」として宣伝していた[233]。

### 思想
- （動物たちはどうやって救われるのか？）動物はカルマがあって動物になっているわけだから、カルマが解き放たれたとき、つまり死が救済だ。人間に生まれ変わることは救済にはならない。人間界自体が非常に低い世界だから[69]。（金魚や小鳥を修行者に生まれ変わらせたい）やっぱりポアをかけるしかないね。それはね[234][電 90]。
- （人間の転生については？）現代人は、地獄か餓鬼、動物に生まれ変わると思って間違いない。なぜなら殺生をする、盗みをする、邪淫をする、嘘をつく、酒は飲む。これはもう救済の方法がないと考えたほうがいい[69]。
- （ゲイは救われるか？）徳が高ければ、天界（戯忘天）の男しかいないホモの世界に行けるが、徳が無いと地獄行きになる[235]。
- （共産主義は必要ないか？）貧富の差は必要だ。なぜかというと、貧富の差こそカルマだからだ。豊かな人が貧者に功徳を積むのは当然だし、それがその者たちのカルマを浄化する。私は共産主義が好きか嫌いかは言わない。共産主義によいところがあれば学べばいい。しかし、共産主義は完璧ではない。いや、共産主義社会はもうすぐつぶれる。あと20年か、30年でつぶれると思う[69]。マルクス主義や毛沢東思想は思想というより宗教のひとつだ[236]（資本主義が最高と考えるか？）いえ、資本主義が最高とも考えない。功徳による政治が最高と考える[69]。（共産国家は）宗教を否定し悪の国[237]。
- （独裁者について）ヒトラーは政治的独裁者、毛沢東は思想的独裁者。彼らと違った存在として宗教的独裁者を目指そうとした。政治的独裁者、思想的独裁者を目指したことはない[電 91]。ヒトラーはわざと負けた形跡がある。未来予知で世界の歴史の流れを読み、一人の登場人物としての役割を演じたのだろう[238]。毛沢東は神に繋がる人物だ[電 6]。
- （進化論は正しいか？）一部は正しいが全体的には間違いだ。サルと人間の中間の魂が存在するとは思えない[239]。
- （日本について）大和民族は釈迦族の末裔である可能性が高く選ばれた民だが[240]、キリスト（自分のこと）を迫害したカルマによりハルマゲドンによって壊滅するだろう。しかし、その後オウムの力によって日本が中心の時代が来る[241]。

### 宗教観
- （麻原の教相判釈）小乗を極めないことには大乗もない。北伝仏教は大乗偏重でよくない[242]。ただし念仏や題目なども真理に至る第一段階ではある[243]。創価学会、立正佼成会などは金集め目的の邪教だ[244]。日本密教はレベルが低い、空海は阿羅漢のレベルだ[電 92]。
- （ユダヤについて）ユダヤ人は天界、阿修羅界から人間界に落下してきた神々の系譜にあり、セックス、スポーツ、食い物で人類を動物化し支配している[245]。
- （エホバについて）間違った名を用いて神を賛美するのは愚の骨頂だ[246]。
- （オウムについて）私は最後の救世主だ。オウム真理教以上の宗教は現れないだろう[247]。

### マスメディア関連
- 多くの著書を出し、ベストセラーになった。中でも『キリスト宣言』は1991年（平成3年）11月の全国月間ベストセラーランキングで3位を記録した[248]。『麻原彰晃の世界パート13・これが尊師！(ISBN 978-4-87142-021-1)』は1992年（平成4年）2月の全国月間ベストセラーランキングで4位を記録し[249]、以後5月までベストセラーのトップテンにランクインし続けた[250][251]（ランキングは日経産業新聞に掲載されていたトーハン・日販調べによるもの）。
- 衆院選に出馬していた時、記者から「もしも、麻原さんが総理大臣になった場合、日本の国民の全員がオウム真理教に入信しなければならないのか」と尋ねられ、麻原は「例えばチベットはもともと、今はラマ教あるいはチベット密教と言われていますけれども、そういう宗教のほかに、今の神道みたいな宗教があるんですけれど、それをずっと保護してきているわけですね。同じように、宗教というのは、信仰というものは、それぞれ個人が自分の好きな宗教を選べばいいと思いますので、そういうこと、つまり、全員が入信しなければならないというようなことはありません。」と語った[電 93][電 94]。
- 日本テレビ『とんねるずの生でダラダラいかせて！！』内のコーナー「麻原彰晃の青春人生相談」で、女性視聴者からの「尊師は髪を洗う時にリンスは使っているんですか？」という質問に対して「リンスは使っていません。シャンプーはベビーシャンプーを使っています」と返答した[電 95]。
- タイム誌の1995年4月3日号において、カバーパーソンとなった[電 96]。
- 『朝まで生テレビ』に出演した際、幸福の科学サイドの景山民夫が公園で犬の糞を拾うことこそ幸福の科学の教えの真髄であると30分間以上にわたって熱弁したことがあった。これに対して麻原は、のちに「犬のウンコであろうと人間のウンコであろうと、本当は自然に返って、それが肥料となって、例えば糞そのものも微生物の栄養分になるわけだから、還元してあげてもいいわけだよね」と語っている[252]。
- 1995年5月にTBSで放送された『報道特集』におけるオウム真理教のドキュメンタリーで、関係のないシーンで30分の1秒単位という知覚できない速度で、急に麻原の顔写真やキリスト教の裏切り者をあらわすイスカリオテのユダのサブリミナルカットが何度も放映された[253]。その後、TBSは郵政省による事情聴取ののち厳重注意を受けた[254]。
- よみうりテレビ、サンライズが製作したアニメ『シティーハンター3』第11話（1989年12月24日放送）の中で麻原の画像のカットが使用され[255]、放送後に発覚したが、読売テレビへの処分はオウム事件が起きた1995年5月23日付で郵政省から「番組基準の遵守を問われるような放送を行い、社会問題を引き起こした」として行政指導を受けた[256]。
- 俳優のピーター・ディンクレイジが製作総指揮とナレーションを担当したNetflixのドキュメンタリー『カルト教祖になる方法』にて、チャールズ・マンソン、人民寺院のジム・ジョーンズ、ヘヴンズ・ゲイトのマーシャル・アップルホワイトや旧統一教会の文鮮明などと共に取り上げられた[257][258]。

### 女性関係
- 妻の松本知子のほかにも、石井久子[259]、タントラギーター[260]、スメーダー[261]、イシュタ・ヴァジリニー[262]、マハームドラー・ダーキニー[263]の愛人がいた。江川紹子は麻原に強姦されたと語る女性を取材している[264]。四女の著書によれば、教団内に愛人は約100人おり、夜毎尊師の部屋には彼女たちが入れ替わり立ち代り呼ばれたが、その際には妻である松本知子は部屋の前で落ち着きなくうろうろしていた。なお、女性信者を誘う際「今度、特別なイニシエーションがあるから」と称していた[265]。林郁夫の法廷で「麻原はうまくて、人にものを頼むときなどに個人に対して言い訳をする。麻原はサティアンの一？で女の子たちをイニシエーションと称して可愛がっていたが、私がそのことを知ってしまった際、麻原に呼び出され、『お前たちセックスがどういうときにするか知っているか？ それはな、高い世界から魂を呼び出すときにやるんだぞ』といい、麻原がそういうと皆信じてしまう」と証言した[161]。麻原の性癖についてはダーキニー#麻原の性的嗜好を参照。
- 女好きについては自覚があったようで「クリシュナはシヴァ神の化身で、普段はぼうっとして女と戯れて遊んでばかりいるんだが、戦うときには相手を一気に殲滅するんだ。これはおれにそっくりだろう」と語っていた[判 2]。
- 恐妻家であり「（石井久子との）不倫がばれたら知子に殺される」と怯えていた[266]。

### 有名人
- 八代亜紀の家が近くにあったため遊んだこともあり、八代からは「チヅちゃん」と呼ばれていたという[267]。
- 秋吉久美子[電 95][268]、あべ静江[269]、西城秀樹[270]のファンだった。また、前世では宮沢りえと夫婦だったとも語った。

### 嗜好
- 実家は貧しかったが、父が旧金剛村で最初にテレビを購入しており、子供のころ、そのテレビで『あんみつ姫』(1958年放送)や『8マン』(1963年〜1964年放送)をよく観ていたという[271]。後に『未来少年コナン』、『宇宙戦艦ヤマト』、『機動戦士ガンダム』などから用語を拝借し説法のネタにした[272]。また、『伝説巨神イデオン』はオウムに似ている、『地球へ…』のキャラであるジョミー・マーキス・シンは自分と似ているなどと話していた。『宇宙戦艦ヤマト』主題歌の替え歌を歌ったこともある[電 97]。盲学校時代には『柔道一直線』に影響されて鉄下駄を履いていたこともあった[273]。
- 幼少期は女の子とおままごと、小等部ではサンダーバードごっこ、中等部ではプロレスごっこをやっていた[12]。
- 専攻科時代、運動会の応援団長を務めることになった松本は、運動会当日モヒカン頭の出立ちで現れ周囲を驚かせた[274]。
- よく盲学校の劇の脚本・主演を担当、18歳のときには女の子を襲うチンピラを倒す正義の味方を演じた。脚本は上手な方で評判は良かったが、チンピラ役の生徒からは不評だった[275]。
- このままでは来世は読売巨人軍のピッチャーになることになっていたが、修行が進んだ結果回避されたという[276][181]。また56億年後には弥勒菩薩となる魂であると自称した[63]。
- 1995年3月22日の強制捜査後に公開された手記の中で「マハーポーシャブランドのコンピューターは個人ユーザーの間では1、2を争う売り上げをなしている」とし、コンピューター雑誌『DOS/V FAN』の創刊号アンケートで3位になったことを根拠に「IBMに次ぐ大企業に発展」としていた[277]。
- 麻原の本棚には『我が闘争』があった[278]。また、ヒトラー生存説やハルマゲドンを書いた『滅亡のシナリオ』（川尻徹作）のファンであった[279]。
- 血液型性格分類に興味を持っていた[280]。
- オウム時代の愛車は黒色の防弾仕様のメルセデス・ベンツ。麻原は目が悪いこともあり杉本繁郎ら運転手が運転していた。1993年頃、PSIで儲けた金でロールス・ロイスも購入した[281]。このほか、トヨタ・チェイサーを頑丈な車だと褒めている[電 80]。また、中古車は嫌い[282]。
- スピード狂で度々速度違反を指示した。麻原のベンツの性能に日本車に乗った信者たちがついていけないこともあった[283]。高速道路で渋滞になるとしばしば違反である路側帯走行を指示した[212]。
- 第6サティアン1階に自宅があった。麻原の部屋はわりと狭い（風呂場と同じサイズ）[284]。
- そろばんが得意[267]。
- 麻原の実家近くには金剛小学校があり、隣には坂本村があった。滝本太郎は、これが金剛乗（ヴァジラヤーナ）への傾倒と坂本弁護士一家殺害事件に関係するのかもしれないと見ている[電 98]。
- 毒ガスに心酔していた麻原だが、一方でキンチョールのCMは殺生を奨励していると批判していた[285]。
- 時期によって服の色が異なる。初期は「ヒナヤーナ」を表すオレンジ色の服、真理党出馬の前後は「マハーヤーナ」を表す白色の服、その後一時期は「純粋な帰依」を表す青紫色の服、末期は「最高の色」である赤紫の服を着ていた[286]。
- ヒゲを伸ばし放題にした独特な風貌をしていた。三重県で活動していたある芸術家グループが、ヒゲもじゃだらけだったことからオウムと疑われ、警察が出動したという風評被害もあった（芸術家ということでヒゲもじゃが多かった）[287]。

### 食べ物、動物
- メロン[288][289]、寿司[290]、今川焼き[289]、豚骨ラーメン[291]、長浜ラーメン[292]、魚介類[293]、砂糖の入っていないミルクティー[294]、エビフライ[294]が好物とされる。

麻原メロン好き説は広く知られた。四日間の断水断食から帰った井上嘉浩の目の前でメロンを何個も食べていたこともあった。サティアン近辺で信者が熊本県産高級メロンをまとめ買いしていたとの情報もある。だが麻原は取り調べでメロンだけでなく果物全般が好きと供述しており、安田好弘弁護士に対しても「メロンなんかここ2、3年間食べたことがない。好物はバナナなのに」と言った。安田は「バナナでは安くてだめなんでしょうね、弟子に粗食を強いて自分だけ贅沢していたという検察側のシナリオの下では」と語る。
- 夕食の時間に知子が戻らなかった時には麻原は、インスタントラーメンを作ろうとし湯を煮詰めて鍋を焦がしたことがあり、それ以降は長女にラーメン作りを依頼するようになる。ある知人はヨガ行者は粗食ばかりと思っていたら、麻原がインスタントラーメンを食べているのを見て驚いたという[298]。
- 信者には肉食やアイスを禁じていたが、ファミレスで焼き肉重、まぐろ丼、いくら丼、オニオンスープ、味噌汁二杯、アイスなどを勢いよく食べていたこともあった[299]。一時期ファミレス中毒になり連日通っていた[300]。捜査で第6サティアンから牛肉とエビが発見されたが、取り調べで肉食については断固否定した[297]。
- インドツアー前の食事で、カレーではなくラーメンを食べた信者に怒り、インドでも怒っていた。麻原曰く「カレーを食べているのはいいが、ラーメンを食べた者は煩悩的だ」とのこと[301]。
- 早川紀代秀は検事から、麻原が留置場でセルフポア（自殺）をしようとしていたが、食事のカレーライスを見て食欲がわいてきたので中止したとの話を聞かされた。早川は「自分をポアできないのが、なんで他人をポアできるか」と苦悩した[302]。
- オス猫の「マース君」とメス猫の「サニー君」を飼っていた。麻原曰くマース君は死後、阿修羅界に転生したという[303]。またオウムには動物の入信制度があり、捨て猫の「キタロウ」「ミンミン」などがオウムの一員となっていた。いろいろ持ってこられるので「オウムは動物園じゃないぞ」と怒ってもいたが、気がつくと飼っていたという[304]。
- アヒルのおもちゃと一緒に風呂に入るのが趣味[305]。

### 逮捕後
- オウム信者による奪還計画が噂されたが、「東京拘置所はコンクリートが厚く最高の洞窟であり瞑想場」として奪還計画を否定している[電 99]。
- 東京拘置所そばの建造物（高速道路の柱）から超望遠レンズを付けたカメラにより、車椅子に乗った麻原の姿が撮影され、1996年（平成8年）4月25日号の週刊文春に掲載されている[電 100]（当時、東京拘置所の塀の一部が工事のため内部が見えていた。これに気づいた宮嶋茂樹は同僚と協力し撮影に成功した。週刊誌に掲載後、工事されていた塀はさらに嵩上げされ、撮影場所の建築物付近の警戒が厳しくなっており、近づいたら警察が駆けつけるようになっている）。
- 1998年2月に39.8度の熱を出し、不規則発言も減るほど元気が無くなっていた。点滴は受けたがレントゲンや採血は拒否した[306]。

### 奇行

#### 裁判中の奇行
- 一審の初公判で裁判長の阿部文洋に「（本名は）『松本智津夫』ではないのですか」と尋ねられたとき「『松本智津夫』という名前は捨てました。（今の名前は）『麻原彰晃』です」と述べた。
- 他の証人が証言している最中に割り込んだり、ツッコミを入れたり、つぶやいたり、突然大声を発することがあった[307]。阿部文洋裁判長は「私もね、たくさん裁判をやってきたけど、あなたのようにね、静かにできない被告人はいないよ」と語り、法廷は笑いに包まれた[308]。
- 「アイ キャン スピーク イングリッシュ ア リトル[電 101]」など誤った英語で話し出すことが多かった。英文法的には間違いが目立っていたが、単語は難易度の高いものを使っていた。さらに基本的な単語を忘れた時、弁護人が教える場面も見られた。豊田亨の弁護人から「なんか、あなた、都合が悪くなると英語をしゃべってるようにみえる」と指摘されたこともある[309]。さらに豊田の弁護人に「脳波通信」を試み、脳波で映像を発信するから受信しろと要求した。豊田の弁護人が「修行してないから受信できない」と断っても「送信」し続けた[309]。なお、裁判所において英語で答弁することは裁判所法第七十四条( 裁判所では、日本語を用いる。)に反する違法行為である。
- 痔を患っていたためか裁判中よく揺れていた[310]。
- 傍聴席を向き人差し指で空中に「無」「罪」と書いてみせるパフォーマンスもあった[311]。
- 意味不明な発言。
  - 「今の名前はない。ブラックホールを背負っている[312][313]」
  - 「このような話を本日、エンタープライズのような原子力艦空母の上で行なうのは、うれしいというか悲しいというか、複雑な気分であります[電 25]」
  - 「エンタープライズで裁判があるわけないだろ[電 25]」
  - 「ここをゼロとして、X軸とY軸が…[314]」
  - 「革命はレボリューションだね[315]」
  - 「上祐史浩がそこで遊んでいるのか！？[316]」
  - 「いま、ここにいるのが麻原彰晃です[317]」
  - 「体がバラバラだから、しっかり寝るしかない[318]」
- 事実と異なる発言。
  - 「私は今、宇宙全体を動かすことのできる生き物になっています[電 101]」
  - 「うー、無罪なんだよ[319]」
  - 「阿部文洋裁判長が1996年11月15日に、釈放と言っております。アメリカでチェックされています[320]」
  - 「麻原彰晃は必ず暗殺されて97年4月の公判廷で意見陳述ができなくなってしまいます [電 102]」
  - 「第三次世界大戦は終わっていますから[電 25]」
  - 「（妻の）おじいちゃんが文鮮明氏なんですよ。統一教会の。いいですか、細川（徳川）、天皇家、そして統一教会、そしてオウム真理教が動いてですよ、千数百票になることはないでしょう[321][322]」
  - 「日本の特別な法律がありまして、奥さんは一人じゃなくてもいい[323]」
  - 「地下鉄サリンで死ぬことはないわけで、どうもわからない[324]」
- 遠藤誠一への拘り。
  - 「たぶん遠藤誠一君が、オウム真理教、それから日本を統治したかったのかもしれない。私の奥さんも巻き込まれた。90年か89年か、入ってきたときから変だった[325]」
  - 「遠藤誠一君の、大腸菌を増殖した、高級な大腸菌が撒かれた[326]」
  - 「私は遠藤誠一に殺された者です[327]」
- 勝手に死亡宣告。
  - 「朝まで生テレビ!でテレビ中毒になりまして、保釈書を書いた裁判官が3人殺されまして、身元引受人は中沢新一[328]」
  - 「いや、だから、阿部文洋裁判長は死刑になって……ただの……死者……[329]。」
  - 「豊田亨被告人であった人ですね、今は、中華人民共和国の太平洋側に生まれ変わっています[330]」
  - 「杉本繁郎は亡くなっています。間違いありません[331]」
- 被害妄想。
  - 「幻覚剤を使っての裁判はやめていただきたい[332]」
  - 「私を精神病院に入れるためにやってるんだな。超音波を使って。私の体をレーザーで焼いて。こういう洗脳、でたらめのことはやめて欲しい。拘置所に帰ったら電撃で一発で殺してほしい[333]」
- 宣誓を拒む、暴言を吐くなどして何度か退廷させられた[313]。
  - 「ここは裁判所なんかじゃない、劇場だ[106]」
  - 「退廷させて死刑場につれていくのはオーケーだ[106]」
  - 「射殺したければ射殺すればいい[106]」
  - 「坂本堤が言ったことが異常だ[334]」
- 2000年4月4日の第153回公判で弁護士滝本太郎が証人として出廷した際には、滝本に対し「バカ」「出て行け」と怒鳴ったり、刑務官に八つ当たりして殴りかかるなどした[335]。
  - 「憲法違反だ[336]」
  - 「いろんなところに息子をつくってどうする。自害しろ[336]」
  - 「こいつは坂本堤の母親だぞ[336]」
  - 「（阿部文洋裁判長に）私は父だぞ。お前たちの[336]」
- 次第に法廷で居眠りなどをするようになり、審理に関心を示さなくなった[337]。
- 森達也はある司法記者から、しばしば午前と午後で松本のズボンが替わっており、失禁しているらしいと伝え聞いた[338]。

#### 拘置所での奇行
- 1996年10月18日の第13回公判（井上嘉浩証人が出廷）から帰った後、「俺の弟子は……」「新実の言ったことは嘘だ」と泣き叫びながら独り言を言ったり、大声を出したり、扉を叩いたり、独房の壁に差し入れられたチーズを投げつけるなどの奇行を始める。これが深夜まで続いたために保護房に移された[電 9][339]。
- 拘置所の看守や接見した弁護士に対しても不規則発言をしていた。さらに、弁護士との接見もしだいに「くだらない」「釈放されているからいかない」などとして拒否するようになった[340]。2000年頃から拘置所内でも会話不能になる[電 9]。
  - 「声が聞こえている」[341]
  - 「死刑廃止を」[341]
  - 「絞首場へ行かせてくれ」[341]
  - 「ヘロイン中毒の検査をしてください。そういう感じがする」[341]
  - 「ヘロインで手足が硬直し―」[342]
  - 「私は気が狂うかもしれない。夢の中で変なものが見えるし、聞こえたりする」[342]
  - 「アーチャリーはどこにいる」[342]
  - 「ここは拘置所ではない。日本テレビです。わたしはここに拉致されて監禁されている」[340]
  - 「80日間グルグル回されて精神病になっている」[340]
  - 「心臓が止まっています。止まっても生きているんです」[電 9]
  - 「甲子園の優勝投手だ」[電 9]
  - 「大リーグボール3号だ」[電 9]
- 最終的に言葉らしい言葉を話さなくなった。以下は医師と面接した際のもの。
  - 「あ、あ、あ」[343]
  - 「い、い」[343]
  - 「うーうー」[343]
  - 「うーん」[343]
  - 「うふふ」[343]
  - 「うるせい」[343]
  - 「うん、うん」[343]
  - 「おう」[343]
  - 「そやな」[343]
- 一審で死刑判決を受けたとき独房で「何故なんだ！ ちくしょう！」と叫んだ[電 9]。このことは裁判所による控訴棄却決定要旨にも記述されている。精神鑑定で正常と判断された根拠の1つに、腕を捻って「痛い！」と言ったことが挙げられる[注 21]。
- 朝になると「ショーコーショーコー！」と叫んでいた[344]。
- 獄中で糞尿を垂れ流すため、40代半ば頃からおむつを使用していると報じられている。風呂にも自力で入れない為、看守らに洗われるわけであるが、体に付着した大便のせいで風呂場は汚物まみれの極めて不衛生な状態となるまでとのこと。掃除の際は飛び散った大便を長靴で踏んで排水口に流せるほど細かくして流し、クレンザーで殺菌するという[345]。
- 控訴審の弁護人である松井武によると、麻原は東京拘置所における松井との接見の最中に服の上から股間を擦り、さらに陰茎を露出させて自慰行為をおこない、射精に至ったという[346]。自分の娘たちとの接見でも自慰行為を行ったことがあった[347]。2005年8月、3人の娘と面会の際には麻原は忙しなく動かしていた手を止めると、スウェットパンツの中から性器を取り出すと自慰行為を始めた。3人の娘たちが沈黙している不自然な空気を感じ取った看守が気付き「やめなさい！」と看守が制止したものの、3回ほど繰り返した。3人の娘たちは絶句したまま呆然と父の自慰を見つめたまま接見時間の30分が過ぎた[133]。
- 独房での生活について、東京拘置所の関係者は、HIV感染者や覚醒剤中毒者などがいる病舎の、看守も勝手に近付けない隔離独房で糞まみれになっていて、「独房でおむつの中に糞尿をたれ流したり、接見室でマスターベーションをしたりと、廃人同然の有様です」と語った[電 103][電 104]。

## 著書
麻原彰晃名義のみ記載。この他、オウムの書籍には実質的に麻原の説法集であるものも多い。
- 超能力「秘密の開発法」―すべてが思いのままになる! - 1986年（大和出版）
- 生死を超える ―絶対幸福の鍵を解く - 1986年
- 超能力「秘密のカリキュラム」健康編 ―癌・エイズだって怖くない!! - 1987年
- イニシエーション - 1987年
- マハーヤーナ・スートラ ―大乗ヨーガ経典 - 1988年
- 滅亡の日 ―麻原彰晃「黙示録大預言」の秘密のベールを剥ぐ - 1989年
- 滅亡から虚空へ ―続・滅亡の日 麻原彰晃の「黙示録大預言」完全解読 - 1989年
- 原始仏典講義1 - 1990年
- マハーヤーナ・スートラ PART2 - 1991年
- 創世記 - 1991年
- 人類滅亡の真実 - 1991年
- 真実の仏陀の教えはこうだ! ―幸福の科学の会員よ聞きなさい! - 1991年
- 百問百答 - 1991年
- ノストラダムス秘密の大予言 ―1999年の謎 - 1991年
- 麻原彰晃のズバリ!浮揚―28人の決定的瞬間が証明する現代の神秘! - 1991年
- 麻原彰晃のザ・サマディ―現代に甦ったいにしえの聖者の奇跡! - 1991年
- タダーガタ・アビダンマ 第1誦品～第4誦品 - 1991年・1992年
- キリスト宣言 PART1〜4 - 1991年~1993年
- 古代エジプトの秘儀を解く ―甦るクンダリニー・ヨーガ文明 - 1992年
- 色別恋人判定法 ―ズバリ明かす! バルドーの秘密 -1992年
- シンセ音楽を楽しもう ―最聖麻原彰晃尊師のベスト26 - 1992年
- もりもり智慧のわく書 ―故事成語がズバリわかる!1〜6 - 1992〜1993年
- 根源仏典シリーズ（1・3・5・11・12） - 1993年
- ボーディサットヴァ・スートラ ―完全他力本願の道を説く -1994年
- 日出づる国、災い近し ―麻原彰晃、戦慄の予言 - 1995年
- 亡国日本の悲しみ ―迷妄の魂よ、大悪業の恐怖を知れ - 1995年

## 麻原を演じた人物
- 青沼陽一郎 - フジテレビ「ザ・ノンフィクション 虚像の神様」（声のみ）
- 和田洋一 - 映画「地獄」（麻原とよく似た「瘡原」役）
- 古川悦史 - NHK「未解決事件」
- 植木紀世彦 - 日本テレビ 「THE重大事件 vol.2 土谷正実 サリンを造った男」